# شهرستان واساچ (یوتا)

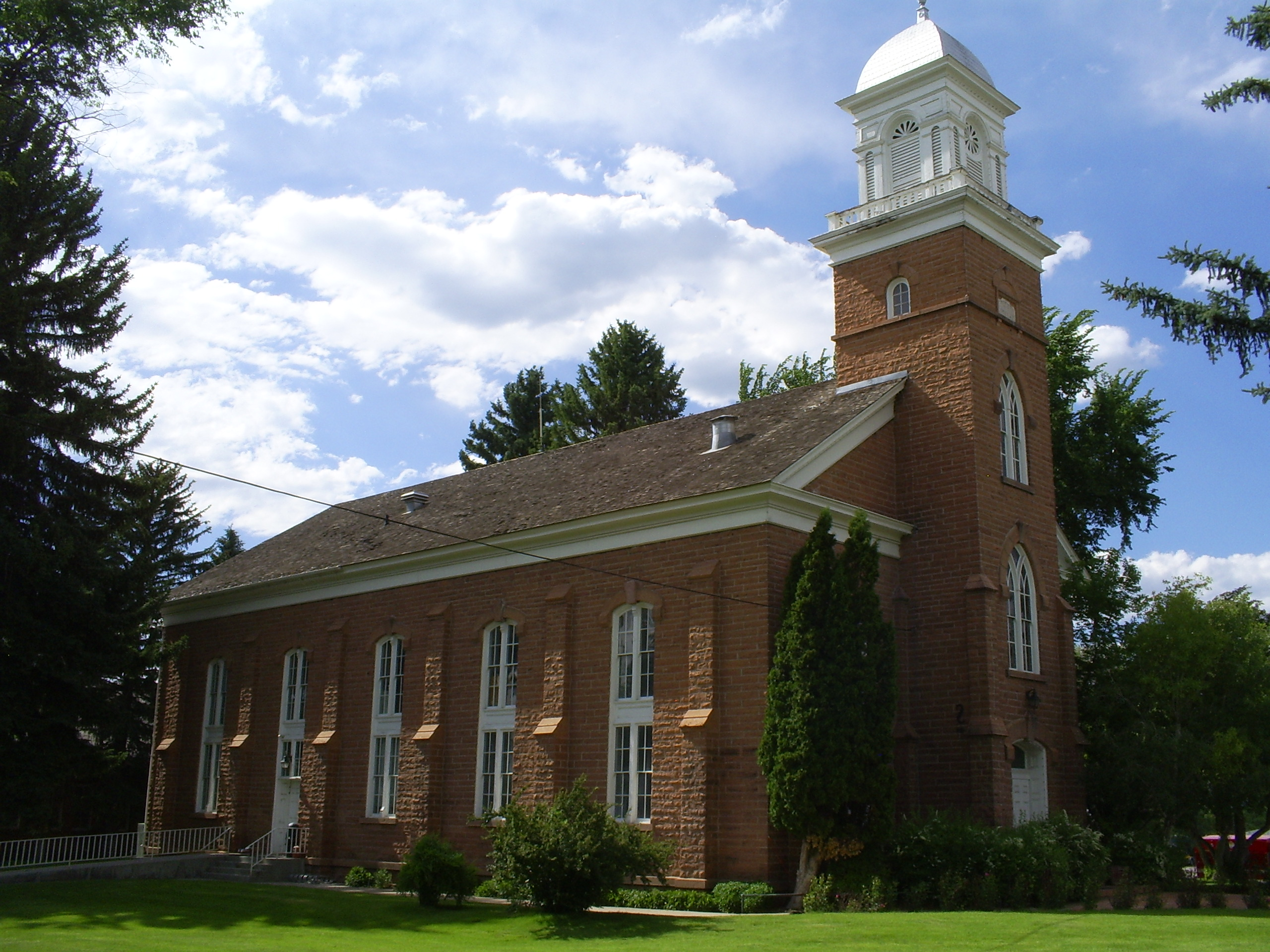
نمایی از ساختمان کلیسای شهرستان واساچ، ایالت یوتا - ۲۰۱۰

شهرستان واساچ، یوتا یکی از شهرستان‌های ایالت یوتا است. جمعیت این شهرستان در آمار سال ۲۰۱۰ برابر بود با ۲۳.۵۳۰ نفر و مرکز این شهرستان نیز شهر هبر است.
مساحت شهرستان واساچ ۳.۱۲۰ کیلومترمربع است.

## پیوند
- وب‌گاه رسمی